# Michèle Ray-Gavras

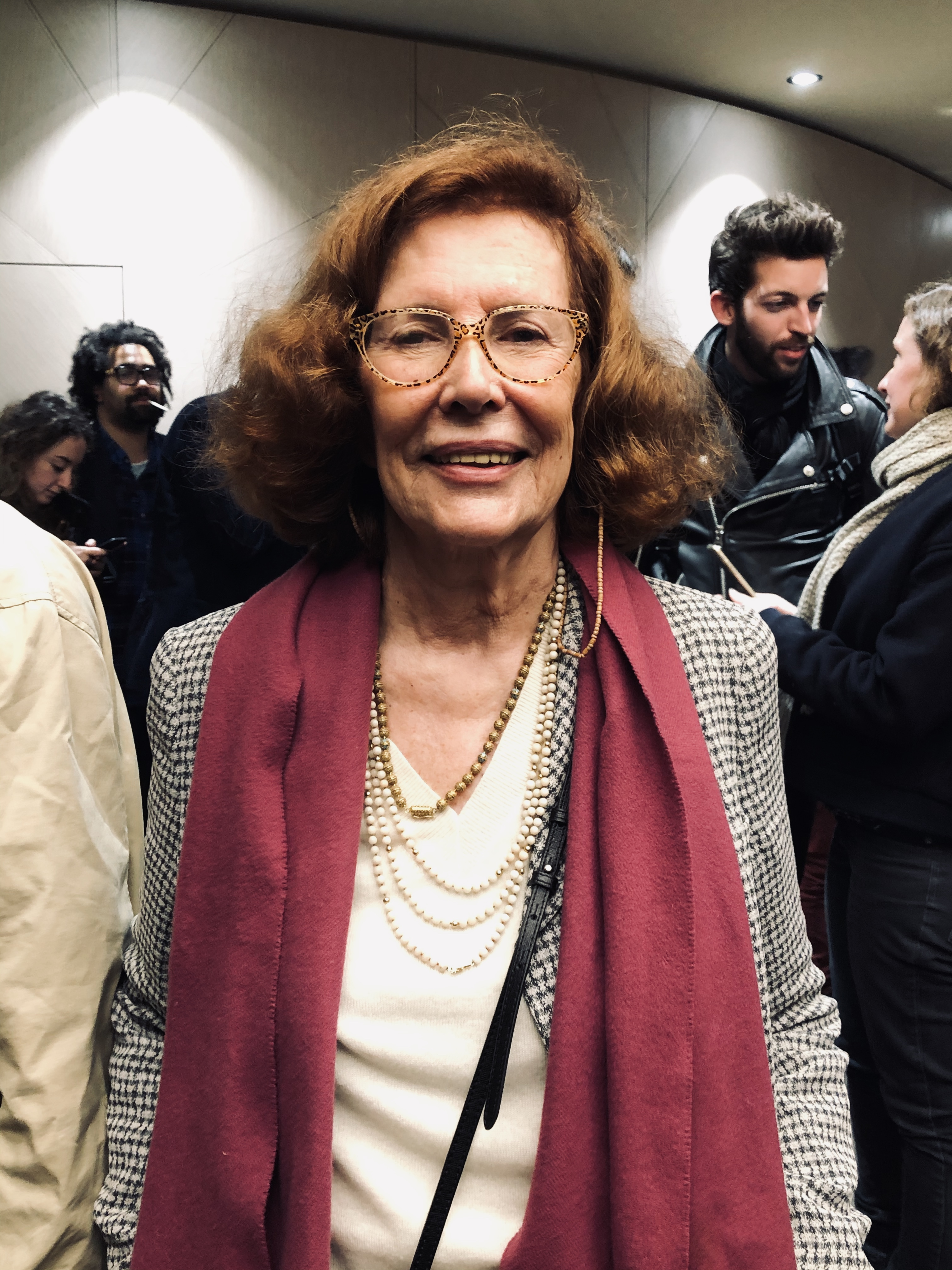
Michèle Ray-Gavras, 2019

Michèle Ray-Gavras (* 1939 in Paris) ist ein ehemaliges französisches Model, frühere Journalistin und Filmproduzentin.

## Leben
Michèle Ray heiratete 1968 den Filmregisseur und Drehbuchautor Costa-Gavras. Bis 1960 führte sie Kreationen von Coco Chanel in Paris vor. Anschließend unternahm sie mit zwei Renault 4 eine Expedition von Feuerland nach Alaska.
Ebenfalls mit einem Renault recherchierte Michèle Ray 1966 für Le Nouvel Observateur und Agence France Presse in Südvietnam, wo sie nach sieben Monaten vom Viet Cong gefangen genommen und 21 Tage festgehalten wurde.
Für Paris Match recherchierte sie in Bolivien zum Tod von Che Guevara.
Am 8. Juni 1970 erhielt sie von Ulrike Meinhof eine Tonbandaufnahme, die sie an die Redaktion des Spiegel weiterreichte. 1995 war sie Jurymitglied der Internationalen Filmfestspiele von Cannes. Die 2002 erschienene Literaturverfilmung ihres Mannes Der Stellvertreter produzierte sie zusammen mit Andrei Boncea. Die Verfilmung orientiert sich an Rolf Hochhuths gleichnamigen Dokumentarschauspiel, das die Haltung der katholischen Kirche hinsichtlich des Holocaust zur Zeit des Nationalsozialismus in Deutschland thematisiert.

## Filmografie (Auswahl)
- 1978: El recurso del método
- 1985: Tee im Harem des Archimedes (Le Thé au harem d’Archimède)
- 1986: Ehrbare Ganoven (Conseil de famille)
- 1987: Miss Mona
- 1988: Versteckte Leidenschaft – Camomille (Camomille)
- 1993: Die kleine Apokalypse (La Petite Apocalypse)
- 1994: Loin des barbares
- 1995: Mondo
- 1996: Ein Regenbogen für Rimbaud (Rainbow pour Rimbaud)
- 2005: Die Axt (Le Couperet)
- 2006: Der Oberst und ich (Mon colonel)
- 2007: Cartouches gauloises
- 2012: Le Capital
- 2015: Graziella
- 2015: Maintenant ils peuvent venir
- 2016: In meinem Alter rauche ich immer noch heimlich (À mon âge je me cache encore pour fumer)
- 2019: Adults in the Room
- 2024: Der letzte Atemzug (Le dernier souffle)